# ホームタウン
ホームタウン（英: hometown）とは、日本のサッカーのJリーグや、バスケットボールのB.LEAGUEなどのスポーツクラブが、本拠地としている地域のことを指す。

## 用法
プロ野球などでいうフランチャイズ（地域保護権）とは、似ているがかなり異なる。
「フランチャイズ」は試合の開催などの興行活動を独占的に行うことのできる営業権、興行権の意味合いが強い。これに対して「ホームタウン」には興行権の意味は含まれない。「ホームタウン」はクラブチームがその地域社会と密着して活動しているという意味合いが強い。
なお、一般的には「故郷、育った町」という意味である。

## Jリーグ
日本プロサッカーリーグ（Jリーグ）では、Jリーグ規約（以下本節に於いて「規約」とする）第24条に於いて「Jクラブのホームタウン（本拠地）」を定義づけており、ホームタウンに於いてクラブが「地域社会と一体となったクラブ作り（社会貢献活動を含む）を行い、サッカーをはじめとするスポーツの普及および振興に努めなければならない」（規約第24条第2項）と定めている。
プロ野球のフランチャイズ（保護地域）は都道府県を単位としているが、Jリーグでは市町村または特別区単位でホームタウンが制定されている（規約第24条第1項）。参加各チームは原則としてホームタウンのスタジアムで全主催ゲームの80%を開催することが義務付けられている（規約第40条第2項）。また、1999年からは同一都道府県の複数の市区町村をまたいだり、また本拠となる都道府県全域をホームタウンとすることができる「広域ホームタウン」が認められるようになった。ただし、鹿島アントラーズはJリーグに加盟した1992年当初から特例で広域ホームタウンが認められていた。
ちなみに、2025年現在J3を含むJリーグ会員クラブで、都道府県全体をホームタウンと指定しているのは札幌、仙台、秋田、山形、福島、群馬、FC東京、東京V、新潟、甲府、富山、金沢、名古屋、岐阜、鳥取、岡山、山口、徳島、愛媛、長崎、大分、琉球の23クラブで、このうち県内全市町村をホームタウンに指定している新潟と山口、「東京都」をホームタウンとしているFC東京と東京Vを除いては、この中から中心となるホームタウン自治体を定めている。
なお、やむを得ない事情でホームタウンを移転する場合は、実施する1年前までにJリーグの理事会、実行委員会の承認を得ることが義務付けられている（規約第24条第5項）。
過去にJリーグのクラブでホームタウンを移転した例はヴェルディ川崎が2001年に川崎市→東京都に移し、チーム名を「東京ヴェルディ1969」に変更した事例がある。また、ジェフユナイテッド市原は2005年にホームタウンに千葉市を含めて市原市からホームスタジアムを移転、チーム名を「ジェフユナイテッド市原・千葉」に変更した後、クラブ機能も2009年に千葉市に移転させて実質的にホームタウンを移転させており、ザスパクサツ群馬は対外呼称を「ザスパ群馬」に改めた2024年に、ホームタウンの中心となる自治体を前橋市のみに変更（吾妻郡草津町を除外）している。このほか、コンサドーレ札幌（川崎市→札幌市）、水戸ホーリーホック（土浦市→水戸市）、大宮アルディージャ（旧・浦和市→旧・大宮市=現在は合併によりさいたま市）、アビスパ福岡（藤枝市→福岡市）の各クラブはそれぞれJリーグ加盟前にホームタウンを移動している。
ホームタウンとなっている自治体全てがマッチスポンサーとなっているホームゲームがあるクラブがあれば、全てのホームゲームがホームタウンの自治体の一部分が持ち回りでマッチスポンサーを担当するクラブ も存在する。
なお、2021年10月16日のスポーツニッポンが、2022年度のシーズンで「ホームタウン制度の廃止を検討している」と報じたが、Jリーグチェアマン（当時）の村井満はこの報道を事実無根として否定し、以後もそのような動きはない。

## B.LEAGUE
B.LEAGUEでは発足初年度となる2016-17シーズンの加盟要件としてホームタウンを定め、その地域内にホームアリーナを設置することを挙げ、B1ではホームゲームの8割、B2では6割をホームアリーナで開催することを原則としている。なお、青森、愛媛の2クラブは2016-17シーズンでは特定のホームタウンを定めておらず、ホームアリーナも指定していなかったが、翌2017-18シーズンからそれぞれ指定した。
クラブはホームタウンにおいて、社会貢献活動を含めて地域社会と一体となったクラブ作りを行い、スポーツの普及および振興に努めなければならないとしており、地域に密着した活動が求められている。また、ホームタウンの変更は原則としてできないが、理事会の承認を受けて同一の都道府県内にある市区町村をホームタウンに追加することは可能である。やむを得ない理由により、ホームタウンを変更する場合には、変更の日の1年以上前までに理事会に申請し、その承認を得なければならない。

### ホームタウン一覧
所属、地区は2023-24シーズンのカテゴリ。

#### B1リーグ
| クラブ名                       | 所在都道府県 | ホームタウン | 地区 |
| ------------------------------ | ------------ | ------------ | ---- |
| レバンガ北海道                 | 北海道       | 札幌市       | 東   |
| 仙台89ERS                      | 宮城県       | 仙台市       | 東   |
| 秋田ノーザンハピネッツ         | 秋田県       | 秋田市       | 東   |
| 茨城ロボッツ                   | 茨城県       | 水戸市       | 東   |
| 宇都宮ブレックス               | 栃木県       | 宇都宮市     | 東   |
| 群馬クレインサンダーズ         | 群馬県       | 太田市       | 東   |
| 千葉ジェッツふなばし           | 千葉県       | 船橋市       | 東   |
| アルバルク東京                 | 東京都       | 渋谷区       | 東   |
| サンロッカーズ渋谷             | 東京都       | 渋谷区       | 中   |
| 横浜ビー・コルセアーズ         | 神奈川県     | 横浜市       | 中   |
| 川崎ブレイブサンダース         | 神奈川県     | 川崎市       | 中   |
| 富山グラウジーズ               | 富山県       | 富山市       | 中   |
| 信州ブレイブウォリアーズ       | 長野県       | 長野市       | 中   |
| 三遠ネオフェニックス           | 愛知県       | 豊橋市       | 中   |
| シーホース三河                 | 愛知県       | 刈谷市       | 中   |
| ファイティングイーグルス名古屋 | 愛知県       | 名古屋市     | 中   |
| 名古屋ダイヤモンドドルフィンズ | 愛知県       | 名古屋市     | 西   |
| 京都ハンナリーズ               | 京都府       | 京都市       | 西   |
| 大阪エヴェッサ                 | 大阪府       | 大阪市       | 西   |
| 島根スサノオマジック           | 島根県       | 松江市       | 西   |
| 広島ドラゴンフライズ           | 広島県       | 広島市       | 西   |
| 佐賀バルーナーズ               | 佐賀県       | 佐賀市       | 西   |
| 長崎ヴェルカ                   | 長崎県       | 長崎市       | 西   |
| 琉球ゴールデンキングス         | 沖縄県       | 沖縄市       | 西   |

### B2リーグ
| クラブ名                           | 所在都道府県 | ホームタウン | 地区 |
| ---------------------------------- | ------------ | ------------ | ---- |
| 青森ワッツ                         | 青森県       | 青森市       | 東   |
| 岩手ビッグブルズ                   | 岩手県       | 盛岡市       | 東   |
| パスラボ山形ワイヴァンズ           | 山形県       | 天童市       | 東   |
| 福島ファイヤーボンズ               | 福島県       | 郡山市       | 東   |
| アルティーリ千葉                   | 千葉県       | 千葉市       | 東   |
| 越谷アルファーズ                   | 埼玉県       | 越谷市       | 東   |
| 新潟アルビレックスバスケットボール | 新潟県       | 長岡市       | 東   |
| ベルテックス静岡                   | 静岡県       | 静岡市       | 西   |
| 滋賀レイクスターズ                 | 滋賀県       | 大津市       | 西   |
| 西宮ストークス                     | 兵庫県       | 神戸市       | 西   |
| バンビシャス奈良                   | 奈良県       | 奈良市       | 西   |
| 愛媛オレンジバイキングス           | 愛媛県       | 松山市       | 西   |
| ライジングゼファーフクオカ         | 福岡県       | 福岡市       | 西   |
| 熊本ヴォルターズ                   | 熊本県       | 熊本市       | 西   |

#### B3リーグ
| クラブ名                               | 所在都道府県 | ホームタウン             | B.LEAGUE 準加盟 |
| -------------------------------------- | ------------ | ------------------------ | --------------- |
| さいたまブロンコス                     | 埼玉県       | さいたま市               | ○               |
| 東京八王子ビートレインズ               | 東京都       | 八王子市                 | ○               |
| アースフレンズ東京Z                    | 東京都       | 大田区                   | ○               |
| SHINAGAWA CITY BASKETBALL CLUB         | 東京都       | 品川区                   | ×               |
| 東京ユナイテッドバスケットボールクラブ | 東京都       | 江東区                   | ×               |
| 立川ダイス                             | 東京都       | 立川市                   | ○               |
| 横浜エクセレンス                       | 神奈川県     | 横浜市                   | ○               |
| 湘南ユナイテッドBC                     | 神奈川県     | 藤沢市・茅ヶ崎市・寒川町 | ×               |
| 金沢武士団                             | 石川県       | 金沢市                   | ×               |
| 福井ブローウィンズ                     | 福井県       | 福井市                   | ×               |
| 豊田合成スコーピオンズ                 | 愛知県       | 清須市                   | ×               |
| 岐阜スゥープス                         | 岐阜県       | 岐阜市                   | ○               |
| ヴィアティン三重バスケットボール       | 三重県       | 四日市市                 | ×               |
| トライフープ岡山                       | 岡山県       | 岡山市・津山市           | ○               |
| 山口パッツファイブ                     | 山口県       | 宇部市                   | ○               |
| 徳島ガンバロウズ                       | 徳島県       | 徳島市                   | ×               |
| 香川ファイブアローズ                   | 香川県       | 高松市                   | ○               |
| 鹿児島レブナイズ                       | 鹿児島県     | 鹿児島市                 | ○               |

## その他の種目
- フットサルのFリーグでは、クラブ数が少ないため、リーグ開始当初は3回総当りを採用しており、それぞれのホームタウンでの1回ずつにプラスし、リーグ主管によるセントラルマッチ（中立地開催）での1回総当りを加えていたが、2013-14年シーズンのみ4回総当たり（便宜上2ステージ制）となり、原則的には「ホーム・アンド・アウェー2回ずつ」になったが、従来通りリーグ主管中立開催試合（同シーズン12試合）も継続した。
- バレーボール・Vリーグでは、「ホームタウン」制度として、そのクラブの練習所のある所在地を本拠地として位置づけているものがあるが、プロ野球やJリーグのような完全なホーム・アンド・アウェーではなく、中立地でのセントラル開催が多い。
- バスケットボール女子のWリーグでは、ホームタウン制度を採用しており本拠地での試合を「ホームタウンゲーム」として行っているが、完全なホーム・アンド・アウェーとはなっていない。

## ホームタウンに準ずる地域
競技によっては、リーグ機構が定める正式なホームタウン以外に、加盟するクラブ独自の判断で自治体をホームタウンに準ずる扱いとするケースが有る。

### Jリーグに於ける例
Jリーグでは、一部のクラブで「フレンドリータウン」などの名称で、正式なホームタウンの近隣・関係が深い市区町村をクラブ独自の判断でホームタウンと同等又は準ずる扱いを行っている。
前述通り発足当初のJリーグはホームタウンを原則として1市区町村だけとし、J2発足のタイミングで広域ホームタウンの規制が緩和されたこともあり、この仕組みが全クラブに拡がるまでには至らなかったものの、福岡県では県内市町村の「フレンドリータウン」化が進められている。また水戸ホーリーホックのように、後に正式なホームタウンに昇格させた例もある。
「全県ホームタウン」制を導入するクラブでも、「中心自治体」を明示している場合や都道府県自治体レベルだけでホームタウンを設定している場合、それ以外の市区町村は「フレンドリータウン」に近い扱いとなる。一例としてFC東京と東京ヴェルディ1969は、東京都庁がホームタウン自治体窓口となっているため、理論上はFC町田ゼルビアのホームタウンである町田市や小笠原村もホームタウンに含まれるが、都内の全市区町村はホームタウンとして明示されていないため、ホームスタジアムや練習場がある多摩東部の各市は関係クラブ独自の判断でホームタウンの「中心自治体」と同等の扱いにしている。
| 都道府県 | クラブ             | 名称                           | 対象市区町村 | 備考                                          |
| -------- | ------------------ | ------------------------------ | --- | --------------------------------------------- |
| 千葉県   | 柏レイソル         | ホームタウンエリア             | 野田市、流山市、松戸市、我孫子市、 鎌ケ谷市、印西市、白井市                                                                                               |                                               |
| 東京都   | FC東京             | （ホームタウン）株主6市        | - 調布市（スタジアム所在） - 小平市（練習場所在） - 近隣…府中市、三鷹市、小金井市、西東京市                                                               |                                               |
| 東京都   | 東京ヴェルディ1969 | 出資協定エリア                 | 稲城市（拠点所在）、多摩市、日野市、立川市 | 左記以外の市区町村でも活動                    |
| 東京都   | 東京ヴェルディ1969 | 連携協定エリア                 | 東大和市、板橋区、北区、足立区 | 左記以外の市区町村でも活動                    |
| 静岡県   | アスルクラロ沼津   | パートナーシップ協定締結自治体 | - 駿東…御殿場市、裾野市、富士市、富士宮市、 小山町、長泉町、清水町 - 伊豆…熱海市、三島市、伊豆の国市、下田市、 函南町、西伊豆町、南伊豆町、松崎町、河津町 |                                               |
| 福岡県   | アビスパ福岡       | フレンドリータウン             | - 宗像・粕屋…宗像市、古賀市、糟屋郡全7町 - 筑紫・朝倉…筑紫野市、那珂川市、朝倉市、東峰村 - 筑後…久留米市、大川市 - 北九州・筑豊…飯塚市、遠賀町            | 飯塚市と遠賀町は重複。 左記全自治体と協定締結 |
| 福岡県   | ギラヴァンツ北九州 | フレンドリータウン             | - 中間・遠賀…中間市、遠賀郡全4町 - 京築…行橋市、京都郡全2町、豊前市、築上郡全3町 - 筑豊…直方市、宮若市、鞍手郡全2町、飯塚市                               | 飯塚市と遠賀町は重複。 左記全自治体と協定締結 |

### B.LEAGUEに於ける例
| 都道府県 | クラブ                     | 名称               | 対象市区町村 | 備考                       |
| -------- | -------------------------- | ------------------ | --- | -------------------------- |
| 茨城県   | 茨城ロボッツ               | マザータウン       | 日立市、那珂市、つくば市、神栖市 |                            |
| 茨城県   | 茨城ロボッツ               | フレンドリータウン | 常陸太田市、常陸大宮市、ひたちなか市、笠間市、行方市、 石岡市、小美玉市、土浦市、牛久市、つくばみらい市、 龍ケ崎市、大子町、城里町、東海村、大洗町 |                            |
| 埼玉県   | 越谷アルファーズ           | フレンドリータウン | 松伏町 |                            |
| 千葉県   | 千葉ジェッツふなばし       | フレンドリータウン | 千葉市 |                            |
| 静岡県   | ベルテックス静岡           | フレンドリータウン | 沼津市 |                            |
| 福岡県   | ライジングゼファーフクオカ | フレンドリータウン | - 福岡圏…新宮町、篠栗町、志免町、粕屋町 - 筑豊…飯塚市                                                                                              | 北九州市も試合開催時に協力 |